# 陳松柏
陳松柏（1956年10月26日—），中華民國（臺灣）資訊管理學者，彰化縣溪湖鎮人，畢業於建中、台大化工系、政大企管系碩、博士，現任國立空中大學校長，曾任國立空中大學教務長、資管系主任、新竹中心副主任、祐益生技副總經理、信東化工高級專員、九如實業襄理、潤泰工業課長、中華民國陸軍通信兵預官。

## 生平
陳松柏出生於彰化縣溪湖鎮中山里，歷代祖先世代務農，父親是鎮公所基層公務員，母親是湖東國小教師，父母雖都是公教人員，但生長在務農的大家庭中，從小皆需幫忙從事農務。國小唸溪湖鎮湖東國小，1968年畢業，時值政府實施9年義務教育，進入彰化縣溪湖國中，第1屆國中於1971年畢業，參加台北區高中聯考，考上臺北市建國中學，1974年高中畢業，大學聯考考上台灣大學化學系，大二申請轉到台灣大學化學工程系，1978年大學畢業，入伍服義務役，通信少尉預官28期，1980年役畢，進入政治大學企業管理研究所，1982年畢業取得碩士學位後，進入企業界服務，擔任專業經理人長達10年(1982-1992)，雖曾於1983年考取公務人員高等考試企業管理人員及格，但並未參加公務員分發，仍繼續在企業界服務。陳松柏於1992年再進入政治大學企業管理研究所博士班進修，1996年取得博士學位，進入國立空中大學管理與資訊系專任副教授、2001年升任教授，2002年，獲得國家科學委員會暨美國傅爾布萊特計畫獎學金（Fulbright Scholarship）到美國加州大學柏克萊校區商學院進行博士後研究。陳松柏於2007年8月就任國立空中大學第8任校長（2007-2011），後於2015年8月回任國立空中大學第10任校長（2015-2019），並續任第11任校長（2019-2023）。於2008年獲得中華民國管理科學學會「李國鼎管理獎章」、2011年獲得教育部「教育文化專業三等獎章」。

## 學歷
```
*
台灣大學
化學工程系學士(1978)
*
政治大學
企業管理研究所碩士(1982)
*
政治大學
企業管理研究所博士(1996)
```

## 經歷
- 企業實務經歷(1982-1992)
  - 潤泰工業(股)公司染紗廠廠務室專員、染紗準備課課長
  - 九如實業(股)公司 經銷部襄理、管理部襄理
  - 信東化學工業(股)公司總經理室高級專員，新事業部經理
  - 祐益生技(股)公司(信東公司轉投資事業)，發起人暨副總經理

- 教育行政經歷

陳松柏在1997年1月進入國立空中大學管理與資訊系擔任副教授，並於2001年8月通過升等教授。兼任教育行政職有台中中心導師、新竹中心副主任、出版中心主任、管理與資訊系主任、空專校務主任、教務長，於2007年8月就任國立空中大學第8任校長（2007-2011），於2015年8月回任國立空中大學第10任校長（2015-2019），並續任第11任校長（2019-2023）。
- 兼職經歷
  - 財團法人中小企業信保基金董事(經濟部代表)(2015-2018)
  - 中華民國對外貿易發展協會董事(經濟部代表)(2010-2016)
  - 財團法人交通事故特別補償基金，董事(政府代表)(2013-2015)
  - 財團法人印刷工業技術研究中心，董事(政府代表)(2009-2012)
  - 經濟部小巨人獎、市場應用型發展補助計劃、精品獎、國家產品形像獎評審
  - 台北縣政府，研究發展考核委員會委員(2007-2008)
  - 教育部，終身學習推展委員會委員(2011-2013，2015-2017)，非正規教育學習成就認證會委員(2017-2019)
  - 台北市政府教育局，促進社區大學發展委員會委員
  - 新北市政府，終身學習推展委員會委員
  - 基隆市政府，終身學習推展委員會委員(2015-2023)